# Josep Roca i Balasch
Josep Roca i Balasch (n. 6 de junio de 1948) es un psicólogo que ha desarrollado un modelo psicológico naturalista, inspirado en la concepción del movimiento de Aristóteles y en el modelo de campo de Jacob R. Kantor. Preside la organización académica Liceo Psicológico.
El atractivo de su propuesta se condensa en su recurrente afirmación de que «hay que borrar el sujeto de la psicología como institución cognitiva», con lo cual indica la necesidad de superar los dualismos tradicionales que reducen el fenómeno psicológico a una relación entre un sujeto y un entorno circundante o bien entre un organismo y el medio. En su propuesta se presenta, como alternativa a dichos dualismos, una disección clara de la Naturaleza en cuatro formas de organización cualitativamente diferenciadas, una de las cuales es la psique, y se formula, además, un sistema de relaciones que operan entre dichas organizaciones tanto para delimitar sus esencias como para establecer las interrelaciones que entre ellas se dan. Es así que el hombre resulta siendo, tanto a nivel psíquico como físico y biológico, no más que una ‘composición’ concreta, producto de la integración de estas formas de organización de la naturaleza que incluyen, por supuesto, lo social. De suerte que, más que una eliminación del sujeto, lo propuesto por Josep Roca es una Metafísica del Movimiento (ver abajo) que amplía y explicita exhaustivamente las relaciones que animan al hombre en tanto que ser natural.

## Historia académica
Licenciado en Filosofía y letras, con énfasis en psicología, por la Universidad de Barcelona (1973). En la misma hizo un diplomado en psicología clínica (posgrado de 2 años, 1976) en el departamento de psiquiatría y psicología médica. Y en el año 1982 concluyó su Doctorado en Filosofía y letras con énfasis en psicología.
En 1984 obtuvo el premio "Dr. Martí y Julià" de psiquiatría y psicología en el Instituto de Estudios Catalanes, con el trabajo Velocidad de reacción y respuesta anticipada. En el año 1986, obtuvo el mismo premio por su trabajo Formas elementales del comportamiento. Una aproximación de campo, funcional y paramétrica a los fenómenos sensorial y perceptivo.

## Liceo Psicológico
El Liceo Psicológico (Liceu Psicològic) es fundado por Josep Roca en el año 2000. Es una institución virtual creada para ofrecer una propuesta teórica para la Psicología, fomentar el debate entre los autores y para ofrecer una serie de referencias bibliográficas y cursos de psicología relacionados con el naturalismo. La propuesta de base se estructura a partir de la idea según la cual la psicología debe ocupar un lugar entre las ciencias naturales, por el hecho de ser un fenómeno enteramente natural el que estudia, la psique, y parte también de una concepción particular del Modelo Teórico de Campo para definir la psicología como una ciencia funcional básica.

## Teoría
La propuesta de Josep Roca se basa en los principios sobre el movimiento y la causalidad, los cuales se enuncian en los postulados planteados en el capítulo 4 de su libro Psicología: una introducción teórica y se desarrollan a lo largo de toda la obra.

### Metafísica del Movimiento
Borrar al sujeto de la psicología comporta entender la realidad y las bases de la misma de una manera que permita desentrañar los distintos órdenes de la Naturaleza y sus interrelaciones para, con ello, superar las conceptualizaciones que se fundamentan en la riqueza de la vida mental del hombre impidiendo, así, la postulación de principios claros que sirvan para comprender cómo es que esta misma riqueza es natural. Dicha manera es lo que se concibe como una Metafísica del Movimiento, la cual postula como primer principio que «la esencia de la Naturaleza es el movimiento», contraponiéndose, así, a la manera tradicional de pensar sobre las cosas del mundo en términos su lugar y su volumen espacial y de las acciones y padecimientos de estas cosas. Si a la Naturaleza le es esencial el movimiento, son entonces movimientos o comportamientos los que animan su realidad. A saber, el comportamiento fisicoquímico, el comportamiento biológico, el comportamiento psíquico y el comportamiento social, todos ellos como comportamientos de la Naturaleza, de los cuales aquellas cosas son productos.
El comportamiento, o los comportamientos, se entienden como las diferentes formas de organización dinámica (funcional) de una única realidad que es la Naturaleza. Estas formas de organización son movimiento o cambio. Así, se tiene que el primer comportamiento es el fisicoquímico, el cual es el tipo o la forma de movimiento más básica, y consiste en las relaciones conmutativas de cambios energéticos que se dan en la Naturaleza permitiendo, así, la existencia de lo material y todo lo que conocemos como realidad física y sus fuerzas. Este comportamiento, o movimiento natural, posibilita otro tipo de organización funcional en la naturaleza. A saber, el comportamiento biológico, el cual se define por ser relaciones reactivas establecidas con base en el comportamiento conmutativo. Es decir, la organización reactiva, que es la que determina la vida, depende para su existencia de la presencia de los cambios energéticos relacionados entre sí en la forma de organismos reactivos.
A su vez, la vida, como un nuevo orden natural, es la base material, la posibilidad, para que se dé otra forma de organización de la naturaleza, que consiste en la asociación de reactividades orgánicas en virtud de las consistencias relacionales en que se presentan. Tal organización es lo que identificamos con lo psíquico; un tipo de comportamiento natural que consiste en la reestructuración de la reactividad orgánica como resultado de las diferentes presiones que ejercen sobre la vida individual (los organismos) los otros comportamientos.
Finalmente, se considera la última dinámica organizativa de la naturaleza: el comportamiento social. Esto no hace referencia a lo que una persona hace en sociedad. No. Se refiere a las relaciones convencionales que se establecen entre los diferentes psiquismos individuales, en virtud de las nuevas formas reactivas que se han construido en la existencia de cada organismo particular.

### Organización de las ciencias
Con base en los postulados anteriores, Josep Roca propone una organización de la actividad científica según el comportamiento al cual se atiende, y según el tipo de actividad que se realiza.
El concepto de ciencia se usa como un concepto genérico que incluye distintas aproximaciones conceptuales al estudio de la Naturaleza. Existe una ciencia descriptiva y clasificatoria que recibe el nombre de ciencia Morfológica. Existe una explicativa y centrada en estudio de las causas que recibe el nombre de Funcional. Existe una ciencia aplicada y centrada en la generación de técnicas o procedimientos de intervención que recibe el nombre de Ciencia Tecnológica. Y existe un común denominador a todas ella que se identifica como el método científico que consiste en acuerdos lógicos y matemáticos para su desarrollo y comunicación.
Dicen los postulados sobre el movimiento que las ciencias se definen primero por el tipo de movimiento que estudian. Así, según los cuatro movimientos o comportamientos antes diferenciados, las ciencias básicas son la física y la química, la biología, la psicología y la sociología. Estas son las ciencias funcionales que buscan establecer un modelo explicativo de la realidad, según el segmento funcional (comportamiento) que les corresponda. En tanto que ciencias funcionales, no dan cuenta de la realidad en términos extensivos, es decir, en términos de cosas ubicadas espacialmente, sino en términos comportamentales.
Para ello, las ciencias funcionales se basan en las descripciones que de la naturaleza hacen las ciencias morfológicas. Este tipo de ciencias son las que se dedican a la descripción de las formas concretas que han resultado como composición del devenir de los comportamientos naturales. El conocimiento que producen permite diagnosticar y predecir en virtud de las categorías descriptivas que establecen.
Finalmente, se encuentran las ciencias tecnológicas. Son aquellas dedicadas a la aplicación del conocimiento obtenido en las labores descriptivas y explicativas. Su función es procurar el control sobre los procesos dados en los diferentes comportamientos naturales.

### Modelo psicológico
El comportamiento psicológico se entiende como una forma particular más de animación de la naturaleza. Consiste en la reorganización de la reactividad orgánica en virtud de la historia del organismo individual, la cual está sometida a las presiones de los demás comportamientos naturales; a saber, el fisicoquímico, el biológico y el social. Es decir, las cuatro formas de animación de la naturaleza —diferenciadas por su propiedad formal de relación, sea conmutativa, reactiva, asociativa o convencional— interactúan como niveles funcionales distintos pero todos ellos presentes en una única naturaleza. Desde la perspectiva del comportamiento psíquico, podemos considerar:
a) La causa material. Es la dependencia de un comportamiento respecto de otro para su existencia. Así, la causa material del comportamiento psíquico es el comportamiento reactivo (la naturaleza organizada en vida), por lo que cualquier reacción orgánica es susceptible de entrar en un orden psíquico.
b) La causa formal. Es cada una de las formas de relación cualitativamente diferenciadas que se dan en la naturaleza. Dada la base material del comportamiento psíquico, la asociación entre reacciones orgánicas es la forma especial que define a este comportamiento.
c) La causa final. Esta causa da cuenta de la finalidad del cambio dado en el comportamiento. No como un fin predestinado, sino como un descriptor de aquello a lo que tiende el movimiento (comportamiento). Podemos decir que el comportamiento psíquico, en cuanto movimiento, tiene una finalidad marcadamente ajustativa respecto de los otros fenómenos naturales, y según los cuales se definen las dimensiones dentro de la funcionalidad psíquica. Son, pues, el comportamiento fisicoquímico, como presión sobre la existencia de un organismo individual, el nivel de ajuste en virtud del cual se concretan las habilidades a partir del fenómeno psíquico que llamamos percepción; el comportamiento reactivo, como condiciones concretas de vida del organismo que determinan los hábitos a partir del fenómeno psíquico que llamamos condicionamiento; y, finalmente, el comportamiento social, como el universo más variable que demanda adaptación por cuanto es el conjunto de convenciones concretadas o en desarrollo dentro de un grupo social, las cuales determinan los saberes en virtud del proceso de realización de asociaciones llamado entendimiento.
d) La causa eficiente. Con esta causa se quiere indicar que, según el modelo de organización de las interdependencias comportamentales anteriormente expuesto, hay configuraciones concretas de los movimientos naturales, configuraciones que ubicamos en un espacio y tiempo particular, que determinan los cambios que se darán de hecho en los comportamientos interactuantes. Para el fenómeno psíquico, las formas concretas materiales, vitales y convencionales, presentes durante la biografía de un organismo, son los determinante eficientes de las habilidades, los hábitos y los saberes concretos que definirán a un organismo como psiquismo individual.
e) La causa factorial o variante. Esta causa considera las relaciones asociativas en su dimensión cuantitativa. Se refiere a los factores del campo psíquico que determinan los valores de las asociaciones que se realizarán entre las reacciones orgánicas según la causa final. Estos factores son la contigüidad de los elementos reactivos asociados, la complejidad, el orden, la disparidad o contraste, la variabilidad, la probabilidad de ocurrencia de una presentación consistente de reacciones, la práctica de la asociación, la distribución de la práctica en el tiempo, la generalización y la inhibición.
De todo lo anterior se sigue que la Psique es la funcionalidad asociativa —en cualidad, cantidad y evolución— que significa la adaptación de los organismos a su entorno funcional que es vital, fisicoquímico y social. A nivel cualitativo, los fenómenos  psicológicos básicos son el Condicionamiento como adaptación vital, la Percepción como adaptación fisicoquímica y el Entendimiento como adaptación social. Aprendizaje y  desarrollo son dos conceptos que se refieren al proceso propio de lo psíquico. A nivel cuantitativo, los factores básicos son Contigüidad, Complejidad, Orden, Contraste, Práctica, Distribución de la práctica, Probabilidad, variabilidad, Inhibición y Generalización. Todos ellos referidos a las características de ocurrencia de las relaciones asociativas. A nivel evolutivo, los determinantes de las concreciones asociativas que definen la individualidad son de orden fisicoquímico,  vital y, sobre todo, social.